# Тега-Нума
Тега-Нума (яп. 手賀沼 тэганума) — пресноводное озеро в центральной части японского острова Хонсю. Располагается на северо-западе префектуры Тиба.
Объём воды составляет 5,6 млн м³. Площадь поверхности — 6,5 км², площадь водосборного бассейна — 150,2 км². На территории бассейна озера проживает 465 тыс. человек.
Тега-Нума представляет собой эвтрофное озеро. До 1950-х годов озеро имело площадь около 12 км². С 1954 по 1968 годы часть озера была осушена, что сократило его площадь почти вдвое.
На конец XX века Тега-Нума представляет собой длинное (7 км) и узкое (до 1 км шириной) озеро, разделённое осушительными работами на восточную  (яп. 下沼 симонума, «нижнее озеро») и западную  (яп. 上沼 каминума, «верхнее озеро») части. Крупнейшие притоки озера — Охори и Оцу — впадают в его западную оконечность.
Восточная часть озера через одноимённую реку (Тега-гава) сообщается с рекой Тоне, а также с нижним озером  (яп. 下手賀沼 симотэганума), расположенным южнее. Озеро расположено на территории городов Абико, Сирои, Индзай и Касива.
После авария на АЭС Фукусима в районе озера также выпали радиоактивные осадки, из-за чего правительство внесло озеро в список водоёмов, требующих дезактивации.